# Spassk-Dalnij
Spassk-Dalnij (ros. Спасск-Дальний) – miasto w Rosji, w Kraju Nadmorskim, położone nad rzeką Kuleszowką, w pobliżu jeziora Chanka.

## Położenie
Spassk-Dalnij jest położony w środkowo-zachodniej części Kraju Nadmorskiego, u zbiegu rzeki Spasowki i jej rzeki dopływowej – Kuleszowki, 20 km na południowy wschód od jeziora Chanka, znajduje się tu dyrekcja Chankajskiego Rezerwatu Biosfery.
Administracyjny obszar miasta wynosi 43,49 km².
Odległość od Władywostoku wynosi 243 km.

## Zabudowa
Przez miasto przebiega Kolej Transsyberyjska, dzieląc miasto na dwie części – zachodnią i wschodnią.
W zachodniej części miasta (historycznie starszej), znajduje się stacja kolejowa, dworzec autobusowy, historyczna zabudowa z początku XX wieku oraz budynki administracji publicznej i zabudowa mieszkalna z lat 60 i 70. W bezpośredniej bliskości centrum miasta znajduje się sektor zabudowany domami jednopiętrowymi oraz przylegająca od strony zachodniej wieś Spasskoje.
We wschodniej części miasta znajdują się mikro osiedla, zabudowane pięciopiętrowymi budynkami mieszkalnymi wbudowanymi w latach 1960–1980. Wcześniej w sąsiedztwie kolei znajdowały się jednostki wojskowe (obecnie już nieistniejące). Na obrzeżach miasta znajdowały się zakłady przemysłowe, które obecnie są częściowo wykorzystywane zgodnie z ich przeznaczeniem, przekształcone lub opuszczone.
Wieś Spasskoje nie została włączona do miasta w 1917 roku pomimo tego, że znajduje się w bardzo niewielkiej odległości (około dwóch kilometrów) od historycznego centrum i dworca kolejowego.
Trasy miejskiego transportu publicznego przebiegają zarówno przez miasto Spassk-Dalnij, jak i przez wieś Spasskoje.

## Historia

### Założenie i nazwa
Osada na miejscu miasta została założona przez osadników z terenów dzisiejszego obwodu czernihowskiego Ukrainy w 1886 roku jako wieś Spasskoje.
Nazwa została wybrana przez osadników i nawiązywała do wsi Spaśke we współczesnym Rejonie sosnickim. 
Pierwsi osadnicy pochodzili wyłącznie z Guberni czernihowskiej.
Wiosną 1886 roku grupa emigrantów przypłynęła na parowcach: „Petersburg”, „Caryca Rosji”, „Car”, „Władywostok”, „Kostroma”, należących do tzw. Floty Ochotniczej (ros. Добровольный флот), podróż trwała około 44–49 dni – statki wypływały z Odessy, następnie przepływały przez Port Said, Kanał Sueski, Kolombo, Singapur, wyspę Formoza, Nagasaki, i cumowały w porcie we Władywostoku. Warunki emigrantów na statkach były bardzo ciężkie. Migrantów przetrzymywano w ładowniach, a jedzenie, którego koszt był wliczony w cenę biletu, było źle przygotowane. Nie było wystarczającej ilości wody pitnej, było duszno, wilgotno oraz ciasno. Lekarze prawie nie przeprowadzali obchodów ładowni. Wielu pasażerów skarżyło się na warunki pobytowe na statkach. Tym rejsem przypłynęło z Odessy 1858 osób. Podczas trwania podróży na statku urodziło się 9 osób, natomiast zmarło aż 47.
W 1892 r. w pobliżu wsi rozpoczęto budowę odcinka linii Kolei Ussuryjskiej. W 1895 r. przydzielono państwowe grunty pod budowę osiedla dla pracowników stacji kolejowej Spasskaja (od 1903 r. stacja Jewgieniewka, od 1967 r. stacja Spassk-Dalnij). W 1902 r. rozpoczęto budowę Spasskiego garnizonu wojskowego. W 1903 r. w pobliżu stacji powstało przedmieście Spasskaja Słobodka z kupcami i rzemieślnikami. W 1907 r. rozpoczęto budowę cementowni i osiedla robotniczego w pobliżu stacji Jewgieniewka. W 1913 r. Spasskaja Słobódka otrzymała status osady. W 1917 roku Rząd Tymczasowy Rosji przekształcił wieś Spasskoje w miasto Spassk-Primorskij. W skład nowego miasta miały wejść: stacja Jewgieniewka, garnizon wojskowy, Spasskaja Słobódka i osiedle robotnicze przy cementowni. W 1929 r. miasto zostało przemianowane na Spassk-Dalnij.

### Wojna domowa w Rosji
Podczas wojny domowej w Rosji miasto oraz tereny przyległe były miejscem operacji nadmorskiej Armii Ludowo-Rewolucyjnej Republiki Dalekiego Wschodu i oddziałów partyzanckich, wymierzonej przeciwko siłom białych pod koniec wojny domowej w Rosji. Jednym z momentów kulminacyjnych operacji był szturm Spasska. Walki te, stoczone w dniach 8–9 października 1922 r., były jedną z ostatnich większych bitew wojny domowej.

### II wojna światowa
Podczas drugiej wojny światowej w mieście została utworzona 87 Dywizja Piechoty oraz 98 Dywizja Piechoty, której żołnierze uczestniczyli m.in. w walkach pod Stalingradem. Żołnierze pochodzący ze Spasska-Dalniego brali udział m.in. w bitwach o Żytomierz, Warszawę, Berlin oraz Pragę.
Straty mieszkańców miasta w czasie II wojny światowej wyniosły 4258 osób.

## Gospodarka

### Spasskcemient
Najważniejszym przedsiębiorstwem w mieście są zakłady cementowe Spasskcemient o rocznej wydajności 3,5 mln ton. Pierwsza cementownia powstała w roku 1907, kolejne dobudowano w roku 1934 i 1976. Znaczenie przemysłu cementowego odzwierciedla herb miasta.
Najważniejsze gałęzie przemysłu miasta obejmują: przemysł maszynowy, lekki i spożywczy.

### Rolnictwo
Miasto jest zlokalizowane w centrum jednego z najważniejszych obszarów rolniczych w regionie. Dzięki specjalnemu mikroklimatowi równiny Kraju Nadmorskiego warzywa i owoce dojrzewają szybciej niż w innych regionach.

### Bezrobocie
Liczba zarejestrowanych bezrobotnych w dniu 01.01.2018 wynosiła 378 osób.

## Demografia

### Ludność
W 1915 roku liczba mieszkańców Spasska wyniosła 5188 osób, natomiast 10 lat później w roku 1925 wzrosła do 9222 osób, najwięcej mieszkańców miasto zanotowało w roku 1992 – 61 400 osób, od tamtej pory jednak miasto boryka się z zapaścią demograficzną (wyjątek stanowi rok 2003, kiedy to liczba ludności miasta wzrosła o 9 osób względem roku 2002).
Według Ogólnorosyjskiego spisu powszechnego z 2021 r. Spassk-Dalnij zamieszkiwało 35 732 osób, co stanowi 59% względem liczby ludności z roku 1992.
Spassk-Dalnij zajmuje dziewiąte miejsce pod względem liczby mieszkańców wśród miast Kraju Nadmorskiego, natomiast pod względem gęstości zaludnienia (903,9 os./km²) – trzecie, po Arseniewie i Władywostoku.

### 1939 r.
Według spisu ludności w ZSRR z 1939 r. Spassk-Dalnij zamieszkiwało 23 030 osób.
Skład etniczny Spasska-Dalniego w 1939 roku wyglądał następująco:
Ogółem: 23 030 z czego:
- Rosjanie – 17 830 osób
- Ukraińcy – 4317 osób
- Tatarzy – 163 osoby
- Białorusini – 144 osoby
- Mordwini – 137 osób
- Żydzi – 128 osób
- Kazachowie – 86 osób
- Polacy – 49 osób
- przedstawiciele pozostałych grup etnicznych łącznie – 176 osób[9]

### 2010 r.
Według Ogólnorosyjskiego spisu powszechnego z 2010 r. Spassk-Dalnij zamieszkiwało 44 173 osoby.
Skład etniczny Spasska-Dalniego w 2010 roku wyglądał następująco:
Ogółem: 44 173 z czego:
- Rosjanie – 40 296 osób
- Ukraińcy – 1331 osób
- Koreańczycy – 402 osoby
- Tatarzy – 253 osoby
- Ormianie – 186 osób
- Azerowie – 128 osób
- Białorusini – 110 osób
- przedstawiciele pozostałych grup etnicznych łącznie – 1467 osób[10]